# Herman Onvlee
Herman Onvlee (IJlst, 26 juni 1885 – Amsterdam, 23 september 1923) was een Nederlandse architect en uitvoerder uit Baarn.
Herman Onvlee was de zoon van de gereformeerde hoofdonderwijzer Louis Onvlee. Zijn jongere broer is Lou Onvlee. Herman Onvlee woonde op het adres Eemnesserweg 51, naast de toegangsweg naar het parkeerterrein bij de Laanstraat. In juni 1914 trouwde hij met Trijntje Plaatsman, met wie hij vier kinderen kreeg.
In het begin van de twintigste eeuw bouwde Onvlee een aantal villa's maar ook, verspreid over Nederland, enkele kerkgebouwen.
Onvlee werd begraven op de Nieuwe algemene begraafplaats aan de Wijkamplaan in Baarn. 

## Ontwerpen
Baarn
- Carilshet - Van Reenenlaan 16 (1912)
- Eemnesserweg 12 (1912)
- Molenweg 7
- Eemnesserweg 81-83 en 97 (1912)
- Heemskerklaan 21 (de ijsfabriek) (1913)
- Eemnesserweg 41-47 (1913)
- Ferdinand Huycklaan 1
- Prins Hendriklaan 94
- Van Wassenaerlaan 32-34
- Waldeck Pyrmontlaan 2-16 (1921)

Bunschoten-Spakenburg
- Zuiderkerk - Kostverloren 2 samen met architect J.N. Munnik (1913)[2]

De Lier
- Vredekerk - Oranjestraat 1[3]

Doornspijk
- Gereformeerde Kerk - Zuiderzeestraatweg 84 (1924)[4]

Honselersdijk
- Rehoboth - Endeldijk 5 (1923)[5]

Krabbendijke
- Gereformeerde Kerk - Dorpsstraat 5 (1924)[6]

Nunspeet
- Hoekstein - F.A. Molijnlaan 150 (1910)[7]

Voorschoten
- Kruispunt - Schoolstraat 2 (1923-1924)[8]

Woerden
- Opstandingskerk - Wilhelminaweg 8 (1924)[9]